# Villa Greif (Radebeul)
Die Villa Greif steht in der Käthe-Kollwitz-Straße 8 im Stadtteil Kötzschenbroda der sächsischen Stadt Radebeul, oberhalb der Meißner Straße. Die Villa wurde 1881/1882 durch den Baumeister Moritz Große nach eigenem Entwurf errichtet.

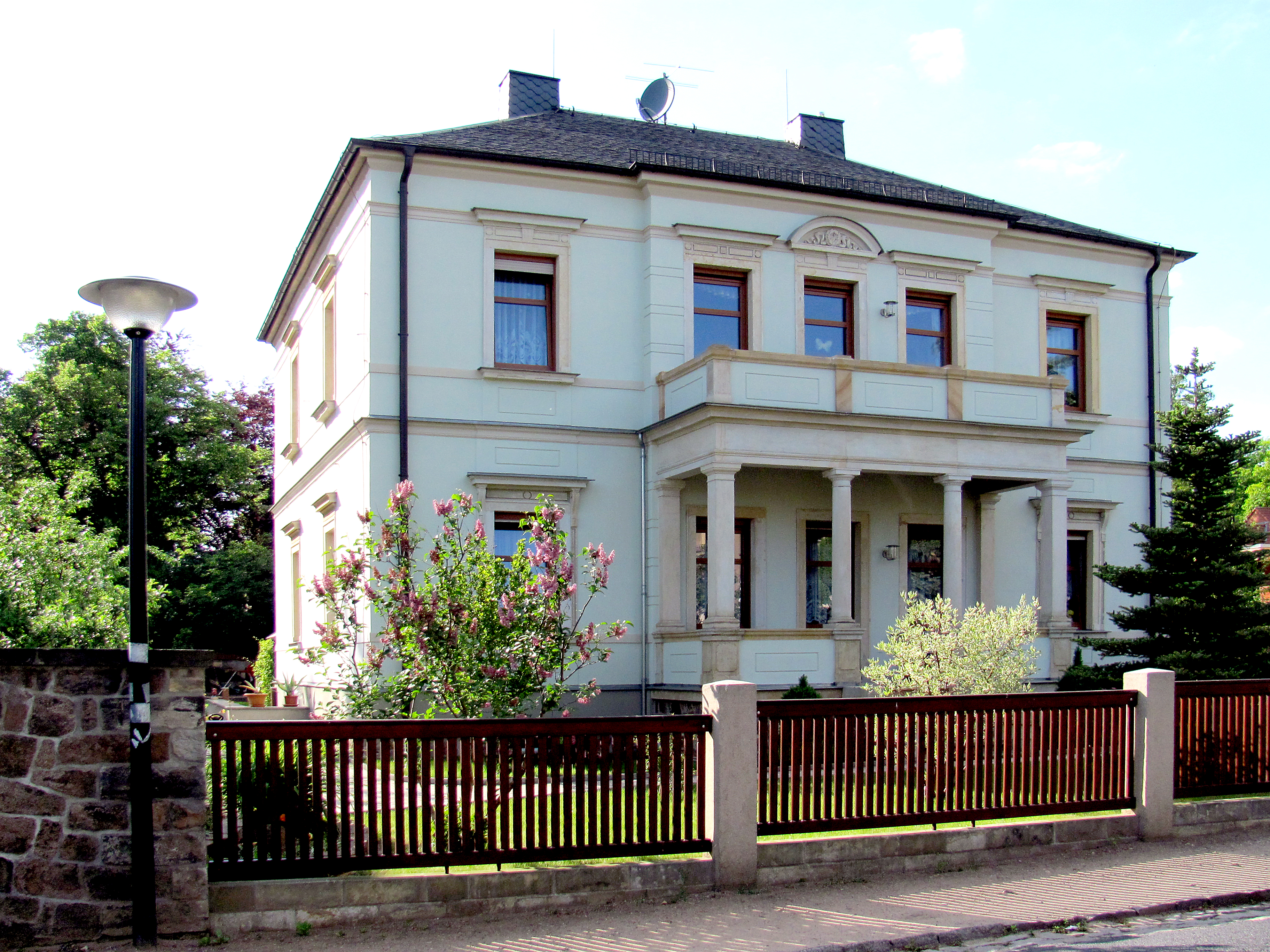
Villa Greif

## Beschreibung

Von re.: Villa Greif, Villa Sanssouci, Käthe-Kollwitz-Straße 4 (um 1900)

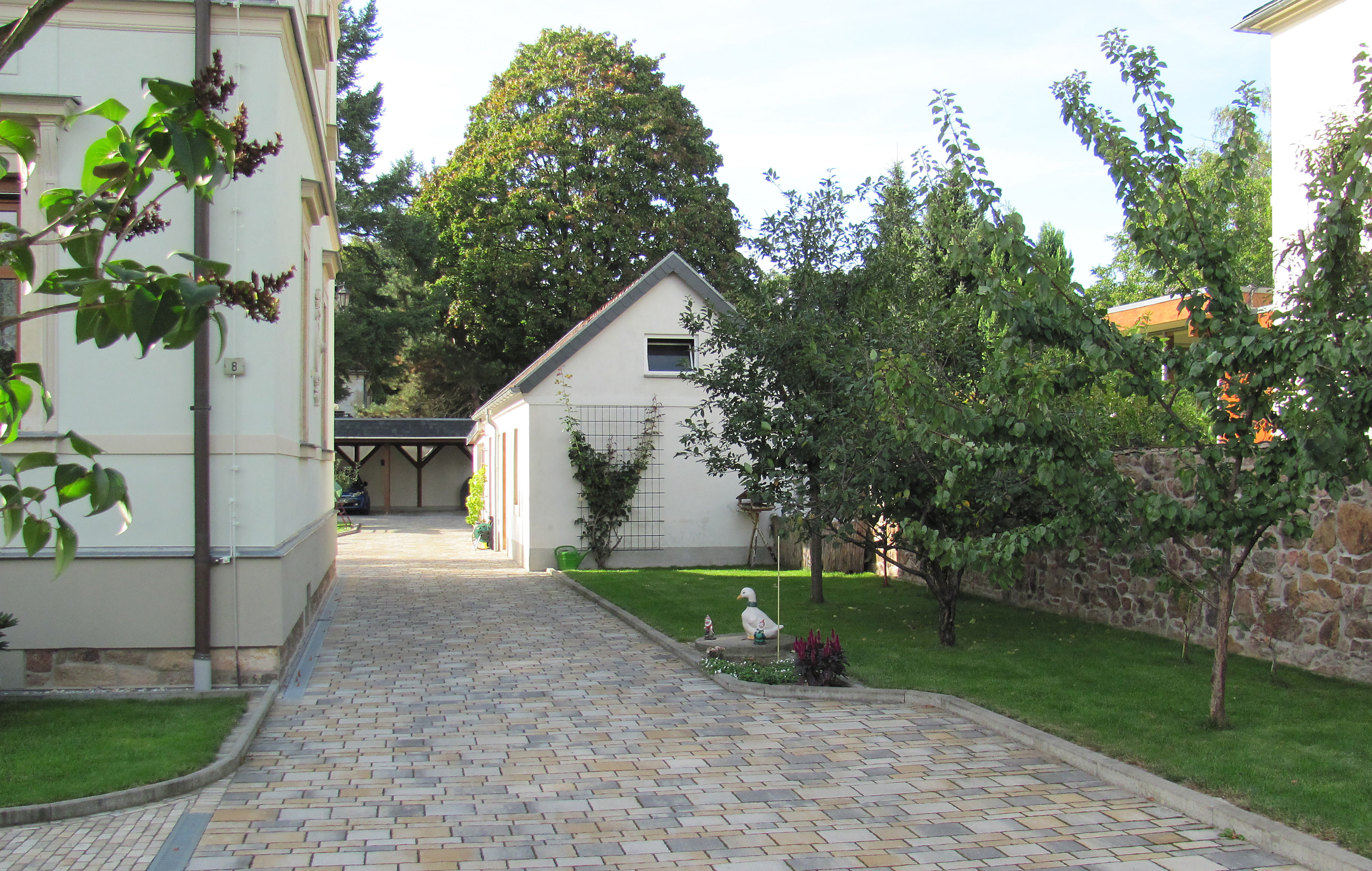
Villa Greif, Nebengebäude

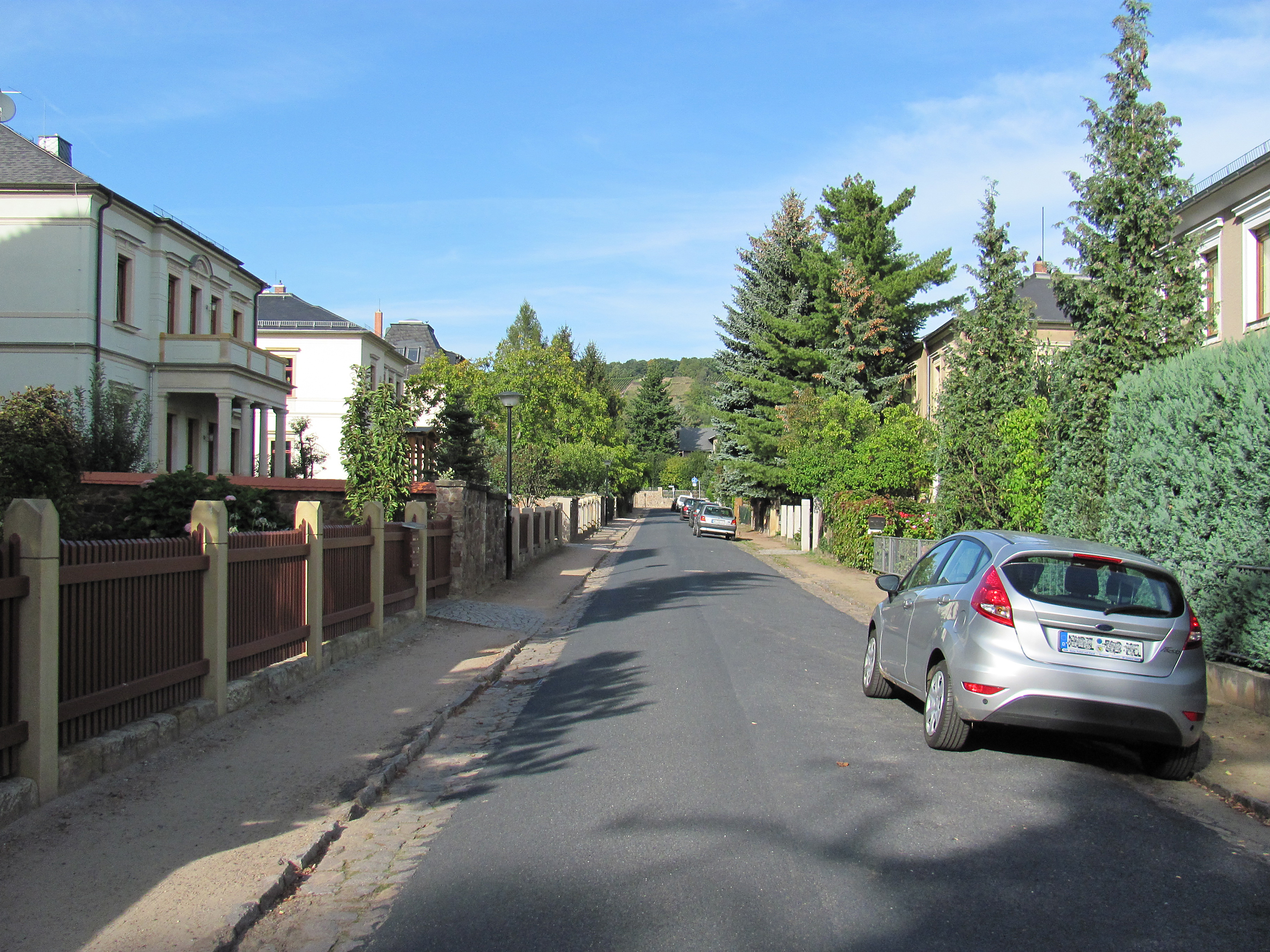
Links: Villa Greif, dann die Käthe-Kollwitz-Straße 10 und 12 von Moritz Große

Die mitsamt ihrem Nebengebäude und der Einfriedung denkmalgeschützte Villa ist ein zweigeschossiges Wohnhaus mit einem flachgeneigten, nicht ausgebauten und verschieferten Walmdach.
In der symmetrischen, fünfachsigen Straßenansicht der längs der Straße ausgerichteten Villa steht ein dreiachsiger Mittelrisalit. Diesem ist eine Terrasse mit Freitreppe zum Vorgarten und einem pfeiler- und säulengestützten Altan vorgelegt. Die mittige Tür, die auf den Altan führt, wird durch eine segmentbogige Verdachung bekrönt. Alle anderen Fenster dieser Ansicht haben gerade Verdachungen ebenso wie die Fenster der Seitenansichten.
Der verputzte Bau im Stil italienischer Renaissance wird durch Gesimse und sparsam durch Stuckornamente gegliedert und geschmückt. Die Fenster sind von Sandsteingewänden eingefasst.
Das schlichte, eingeschossige Nebengebäude steht rechts an der Grundstücksgrenze. Es trägt ein Satteldach.
Die Villa Greif ist die mittlere von fünf nebeneinanderstehenden denkmalgeschützten Villen, nach links die Villa Sanssouci und die Käthe-Kollwitz-Straße 4, beide von Adolf Neumann. Und nach rechts die Käthe-Kollwitz-Straße 10 und 12 vom Villa-Greif-Erbauer Moritz Große.
Ähnliche Varianten dieses Entwurfs sind die nahegelegenen Moritz-Große-Häuser Meißner Straße 280 und Meißner Straße 296.